# Ria Visser
Adriana Johanna Visser dite Ria Visser, née le 20 juillet 1961 à Oud-Beijerland est une patineuse de vitesse néerlandaise.

## Biographie
Aux Jeux olympiques d'hiver de 1980 organisés à Lake Placid, Adriana Visser est médaillée d'argent sur 1 500 mètres derrière sa compatriote Annie Borckink. Des blessures lui conduisent à mettre un terme à sa carrière en 1987, après avoir échoué à se qualifier pour les Jeux de 1988. Elle devient par la suite commentatrice puis consultante pour la télévision néerlandaise.